# Ariel Gustavo Pereyra
Ariel Gustavo Pereyra (Berazategui, Argentina; 2 de octubre de 1973) es un exfutbolista y entrenador argentino que jugaba de defensor. Actualmente está sin club.

## Trayectoria

### Como futbolista
Comenzó su carrera futbolística en el Gimnasia y Esgrima de La Plata a muy temprana edad, siendo ascendido al primer equipo en la temporada 1992-93, en donde debutó oficialmente ante el Belgrano de Córdoba en un empate a 1-1.Después de nueve años en dicho club, en 2002, fichó por Colón de Santa Fe y luego por San Lorenzo de Almagro, dos años después.
En enero de 2007, Pereyra llegó al club chileno Huachipato, jugando el Torneo Apertura de ese país, en donde su equipo se clasificó para la Copa Sudamericana de ese mismo año, quedando inmediatamente eliminado ante Colo-Colo. Después de no lograr el Torneo Clausura, se unió al equipo de Primera B de Chile, Unión La Calera, en donde terminó su carrera futbolística, tras disputar tan sólo 15 partidos en el torneo de segunda división.

### Como entrenador
Desde su retiro, Pereyra dirigió técnicamente a la cuarta división juvenil de Gimnasia y Esgrima La Plata, el club donde debutó e hizo gran parte de su carrera profesional, y donde es muy apreciado por los hinchas.A partir de 2012, desempeñó la función de ayudante de campo en el cuerpo técnico de Guillermo Barros Schelotto donde lo acompañó en sus etapas en Lanús, Palermo, Boca Juniors, Los Angeles Galaxy y la selección de Paraguay.
El 11 de diciembre de 2024, fue presentado como entrenador de Colón. Sin embargo, en abril de 2025, fue relevado de sus funciones después de una serie de malos resultados en la Primera Nacional.

## Clubes

### Como jugador
| Club            | País      | Año       | PJ  | G  |
| --------------- | --------- | --------- | --- | -- |
| Gimnasia (LP)   | Argentina | 1992-2001 | 168 | 26 |
| Colón           | Argentina | 2002-2004 | 102 | 5  |
| San Lorenzo     | Argentina | 2004-2006 | 37  | 4  |
| Huachipato      | Chile     | 2007-2008 | 18  | 0  |
| Unión La Calera | Chile     | 2008      | 15  | 0  |

### Como asistente técnico
| Club                  | País           | Año       |
| --------------------- | -------------- | --------- |
| Lanús                 | Argentina      | 2012-2015 |
| Palermo FC            | Italia         | 2016      |
| Boca Juniors          | Argentina      | 2016-2018 |
| Los Angeles Galaxy    | Estados Unidos | 2019-2020 |
| Selección de Paraguay | Paraguay       | 2021-2023 |

### Como entrenador
| Club  | País      | Año   | PJ | PG | PE | PP | GF | GC | DG | EF%    |
| ----- | --------- | ----- | -- | -- | -- | -- | -- | -- | -- | ------ |
| Colón | Argentina | 2025  | 12 | 4  | 3  | 5  | 11 | 12 | -1 | 41.67% |
| Total | Total     | Total | 12 | 4  | 3  | 5  | 11 | 12 | -1 | 41.67% |